# Reuben Rogers
Reuben Renwick Rogers (Saint Thomas, 15 november 1974) is een Amerikaanse jazzmuzikant (contrabas, basgitaar) en componist.

## Biografie
Rogers werd door zijn ouders gesteund om zijn muzikale vaardigheden te ontwikkelen. Hij leerde eerst klarinet, daarna piano, drums en gitaar, voordat hij op 14-jarige leeftijd de bas ontdekte. Al tijdens zijn schooltijd speelde hij met Ron Blake en Dion Parson. Rogers kreeg onderscheidingen en studiebeurzen van de St. Thomas Arts Council en andere instellingen, die het hem mogelijk maakten om zomerscholen in het Interlochen Arts Camp in Michigan en aan het Berklee College of Music af te ronden. Hij kreeg uiteindelijk een studiebeurs om in Boston te studeren en voltooide in 1997 zijn bachelorstudie aan het Berklee College.
Al op 17-jarige leeftijd toerde hij met het trio van Marcus Roberts. Daarna werkte hij met Wynton Marsalis, Roy Hargrove, Joshua Redman, Nicholas Payton, Mulgrew Miller, Jackie McLean en Dianne Reeves, met wie hij ook internationaal op tournee ging. Sinds 2007 behoort hij tot het kwartet van Charles Lloyd, sinds 2012 ook tot het New York Quartet van Tomasz Stańko. Tussen 1994 en 2016 was hij betrokken bij 116 opnamen op het gebied van de jazz, ook met Laurent Coq en Teodross Avery. Samen met Clarence Penn vormde de contrabassist de ritmesectie van het Denis Gäbel Quartet tijdens diens tournee door Duitsland.

## Discografie
- 2006: The Things I Am (met Aaron Goldberg, Gregory Hutchinson, Ron Blake, Joshua Redman, Nicholas Payton, Kahlil Kwame Bell, Adam Cruz, David Gilmore, Mark Whitfield).

- Bibliothèque nationale de France: cb14221730k (data)
- Gemeinsame Normdatei: 135068665
- International Standard Name Identifier: 0000 0000 8269 7665
- Library of Congress Control Number: no96064765
- MusicBrainz: 25d75879-eae1-4fb7-bb0c-5418e6737f7a
- Nationale Bibliotheek van Israël: 987007321819305171
- Virtual International Authority File: 76526585
- WorldCat: E39PBJdx7drHRc3CM8jx3c9qwC